# Antonio Anguita
Antonio Anguita es un ejecutivo español. Desde 2013, ha estado vinculado con Securitas Direct y actualmente es el presidente ejecutivo de la compañía.
Es licenciado en Economía y Ciencias Políticas de la Universidad Brown. Entre sus cargos anteriores a su nombramiento en Securitas Direct, fue socio y cofundador de Alana Partner (2010 - 2013), fue ejecutivo de Orange (empresa) (2006 - 2010) y consejero delegado de France Telecom España (2004 - 2006).